# تیمیانک، استان مجارستان بزرگتر
تیمیانک، استان مجارستان بزرگتر (به لاتین: Tymianek, Greater Poland Voivodeship) یک منطقهٔ مسکونی در لهستان است که در Gmina Koźminek واقع شده‌است.

## خصوصیات
تیمیانک ۱۳۰ نفر جمعیت دارد.